# Mayólica

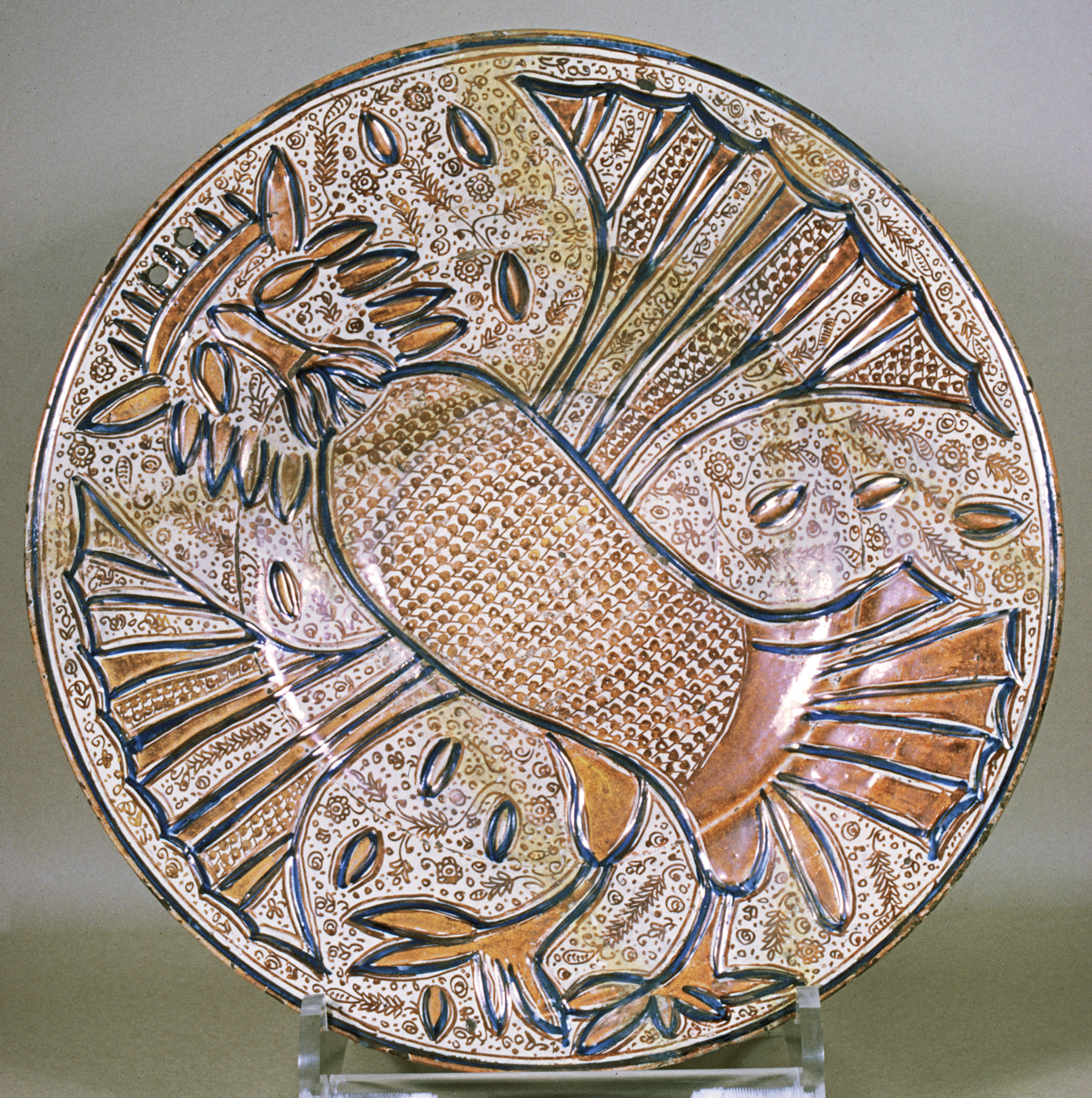
Plato hispano-morisco, c. 1525-1550, de Manises (Valencia). Museo Walters.

La mayólica (del italiano maiolica, alteración del latín Maiorĭca, Mallorca) es el nombre que se da desde el Renacimiento a un tipo de decoración cerámica sobre loza estannífera, con un esmalte de plomo opacificado con estaño y en el cual se decoran los diversos motivos con óxidos sobre la anterior base. La pasta es una arcilla de baja temperatura natural con un coeficiente de absorción de agua elevado, mayor del 10 al 15%, siendo las piezas cocidas a baja temperatura, entre 980 °C y 1050 °C.
La Real Academia Española especifica dentro de su definición que es una loza decorada con reflejos metálicos, al ser este el tipo de pieza que era exportado a Italia en un inicio.

## Historia

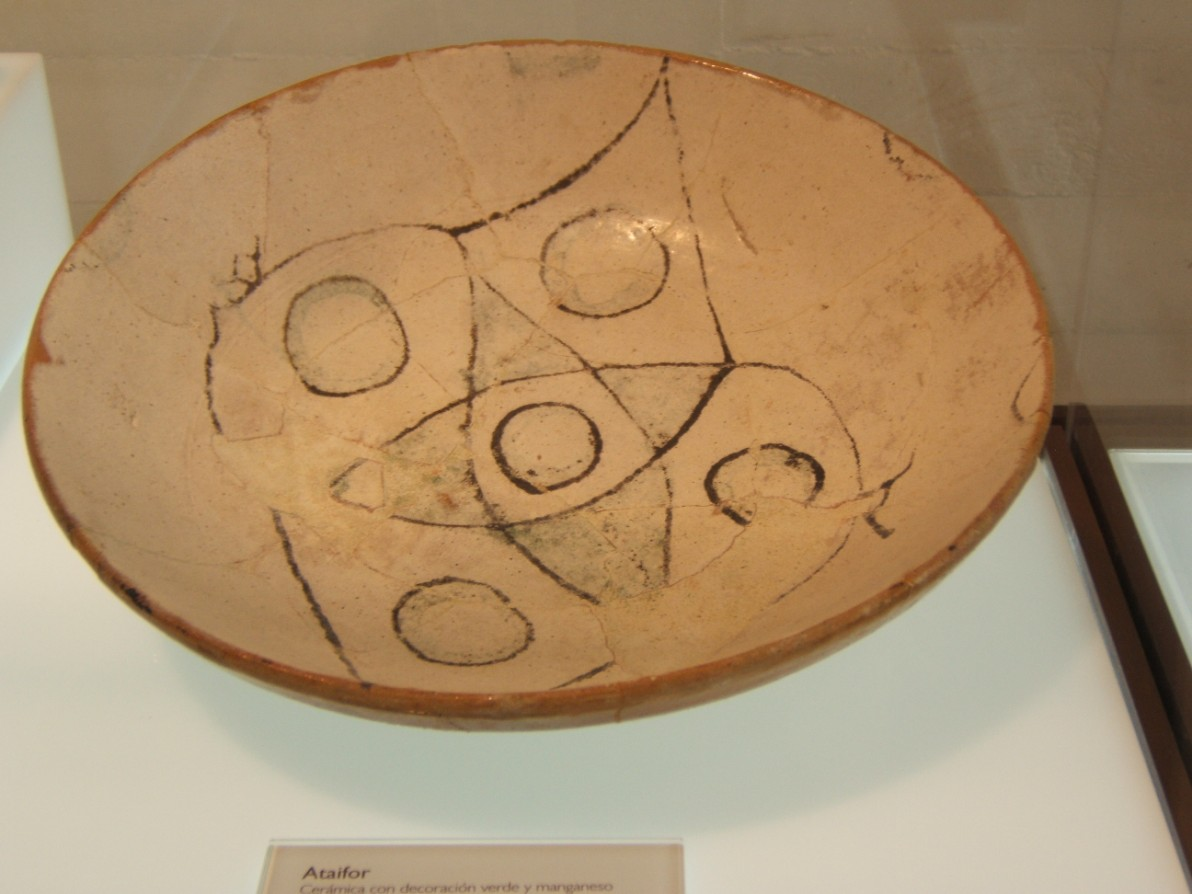
Ataifor andalusí del. Museo de Medina Azahara (Córdoba, España).

Según, Scaliger y Fabio Ferrari, la palabra «maiolica» significa Mallorca, la isla española situada en el Mediterráneo, que fue durante la Edad Media el centro de exportación más importante de este tipo de cerámica hispano-morisca. Maiolica es el término italiano general, usado para el barro cocido vidriado al estaño que se encuentra decorado con óxidos metálicos pintados sobre el vidriado sin cocer. Otro posible origen es como derivado de la palabra "Malica", nombre antiguo de Málaga, que fue uno de los primeros pueblos de España en usar vidrio con estaño y donde se tiene noticia del establecimiento de varios alfares por ceramistas iraníes que habían huido de la invasión de Arabia por los mongoles en el siglo XIII, siendo los primeros que introdujeron el color cobalto en la península, las decoraciones de esa época muestras dibujos islámicos que se realizaron en la zona de Málaga y posteriormente en Valencia.
La cerámica mayólica por parte de los árabes fue un hallazgo casual al intentar crear una porcelana similar a la elaborada en China con caolín. Las primeras mayólicas se hicieron con una terracota amarillenta, cubierta de esmalte compuesto por una capa de pintura vidriada plúmbea mezclada con polvo de cuarzo. Las mayólicas producidas por los pueblos islámicos, en su etapa inicial, se decoraban con pigmentos compuestos de óxido de cobalto (azul) y cobre o manganeso, según se quisiera dar un color verde o marrón: la denominada cerámica verde y manganeso. Este arte del vidriado se extendió primero por el norte de África y más tarde fue adoptado por los árabes de España en la llamada cerámica hispano-morisca.

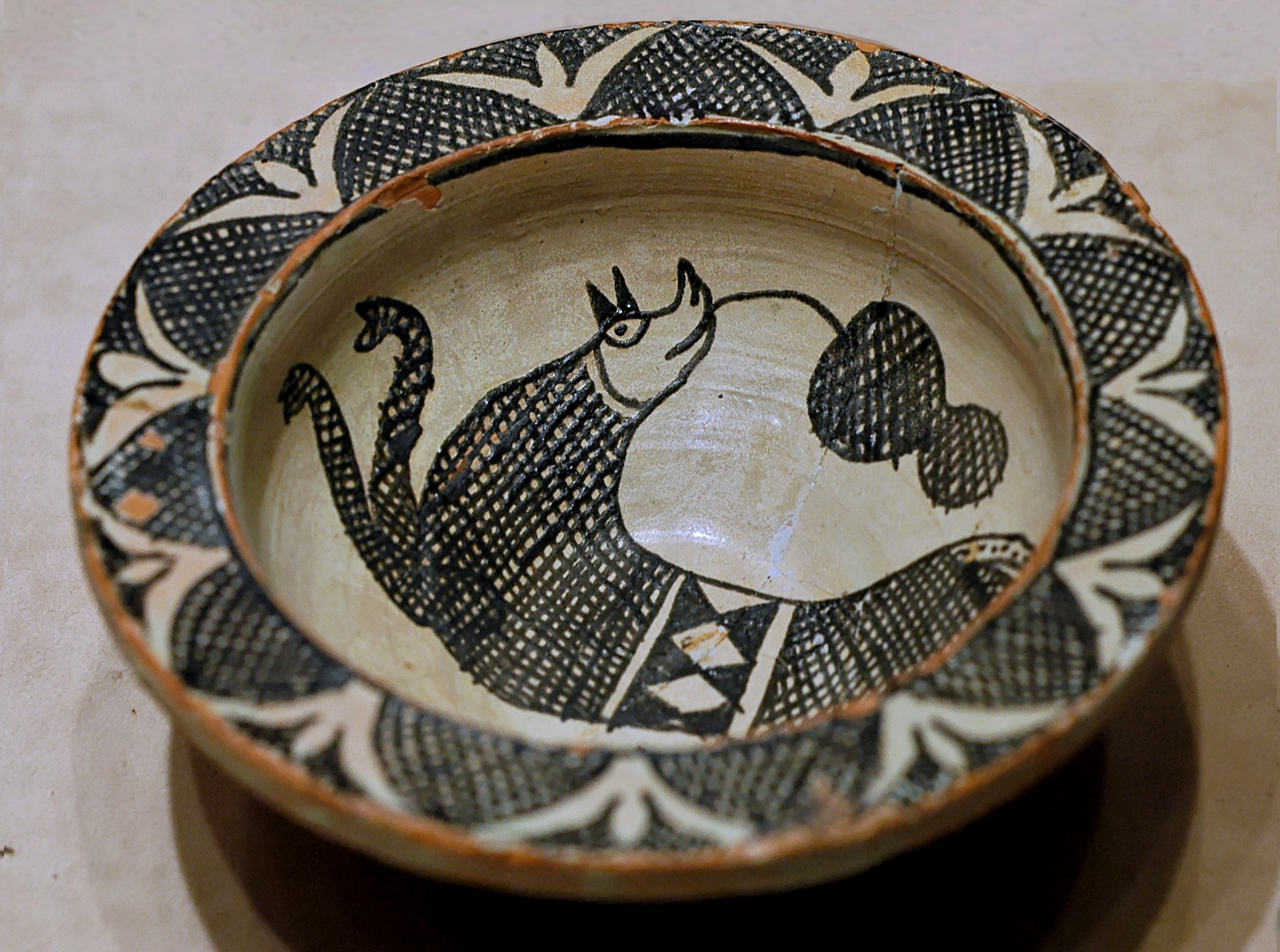
Plato con decoración zoomorfa. Mayólica arcaica del, Umbría (Italia) (?). Museo de Santa María della Scala, Siena, Italia.

En Egipto y Siria se conocía una técnica similar desde muy antiguo. Posteriormente los alfareros la reinventaron para imitar las porcelanas chinas, tan apreciadas. Los árabes aprendieron a su vez de estas civilizaciones en el siglo X, y en el XIII ya la habían difundido por la península ibérica y Sicilia, de donde pasó a Italia.
En la ciudad italiana de Faenza, cerca de Rávena, evolucionó de manera especial obteniendo cerámica mayólica de gran perfección, hasta el punto que la palabra "fayenza" se convirtió en sinónimo de calidad superior. Esta ciudad tiene un Museo Internacional de Cerámica. Hacia el 1500 la elaboración de mayólica estaba introducida en toda Italia aunque los mayores centros de elaboración se encontraban en la zona norte, la decoración tuvo una gran influencia española y gótica del norte de Europa, aunque en esa época empezaron con motivos propios del renacimiento consiguiendo grandes platos que se usaban como decoración en las casas de los nobles.
Existen documentos sobre la llegada a Francia, llamados por el duque de Berry, de ceramistas valencianos hacia el año 1350. Fueron los encargados de producir cerámica vidriada al estaño, también hay evidencia de musulmanes huidos de España que trabajaron en el Sur de Francia elaborando este mismo tipo de cerámica.

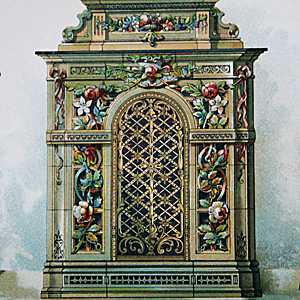
Estufa de mayólica fabricada en Hamburgo.

En Alemania la primera mayólica fue realizada en azulejería para la fabricación de estufas en el siglo XVI, la manufactura más importante estuvo en la ciudad de Hamburgo. Durante el siglo siguiente se establecieron dos factorías, una en Hanau con artesanos procedentes de refugiados religiosos neerlandeses de Delft y la otra en Fráncfort del Meno  fundada por un francés el año 1666. Aunque se siguió produciendo mayólica hasta el siglo XVIII, los cambios de hábitos en la bebida hicieron que las manufacturas se inclinaran para la realización de servicios para café y chocolate, esto junto con el descubrimiento de la porcelana por Johann Friedrich Böttger a principios del siglo XVIII, afectó la elaboración del tipo mayólica, que se fue adaptando al éxito de la porcelana de pasta dura y aunque la loza mayólica era de más bajo precio, la llegada de la porcelana inglesa o de ceniza de hueso de Inglaterra con precios muy asequibles hizo que sufriera una gran decadencia la producción de mayólica.
En los Países Bajos según Cipriano Piccolpasso el primer ceramista que introdujo y trabajó la mayólica en Amberes fue su amigo, de Casteldurante, llamado Guido Savini quien se estableció en esa ciudad en 1510 junto con sus hijos también alfareros, esta familia se trasladaron más tarde a Holanda e Inglaterra. Sin embargo la influencia italiana en Flandes se mezcló con la proveniente de España y con países del Lejano Oriente. En Inglaterra las primeras cerámicas de mayólica al estaño eran conocidas, por su importación, como «cerámicas de Delft». El inicio de producción inglesa está documentado en 1570 realizado por el ceramista Jacob Janson, aunque no se sabe que fuera el primer ceramista que elaborara este tipo de decoración. La fabricación en cantidad se produjo a principios del siglo XVII con alfarerías instaladas en Liverpool y Bristol, ambas ciudades con puerto y por ende con influencia extranjera.

## Tipos
- Cerámica verde y manganeso
- Loza dorada

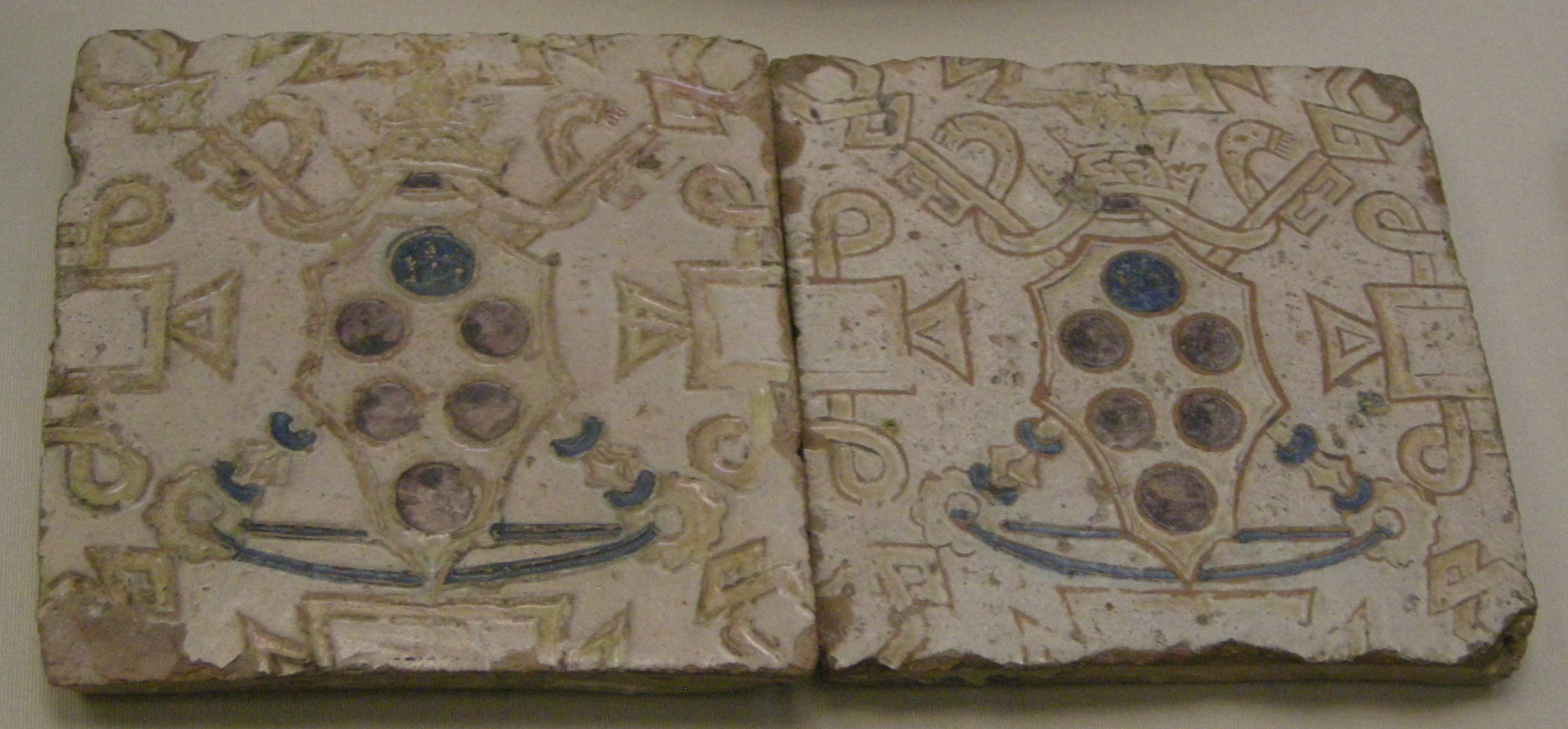
Cerámica de Francisco Niculoso Pisano, obra realizada en Sevilla 1513-1521.

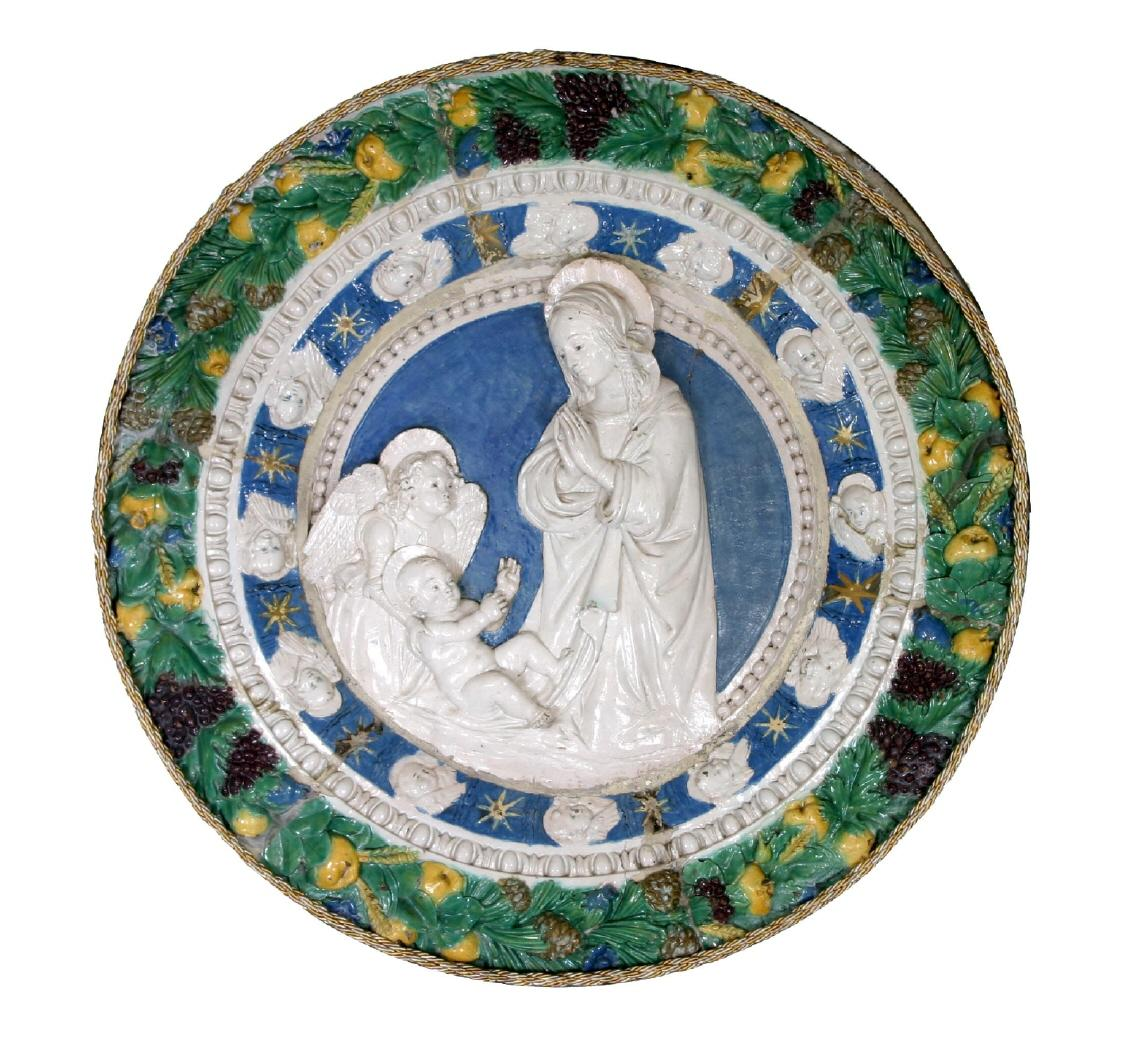
Tondo de mayólica atribuido al taller de los Buglioni. Museo Cerralbo

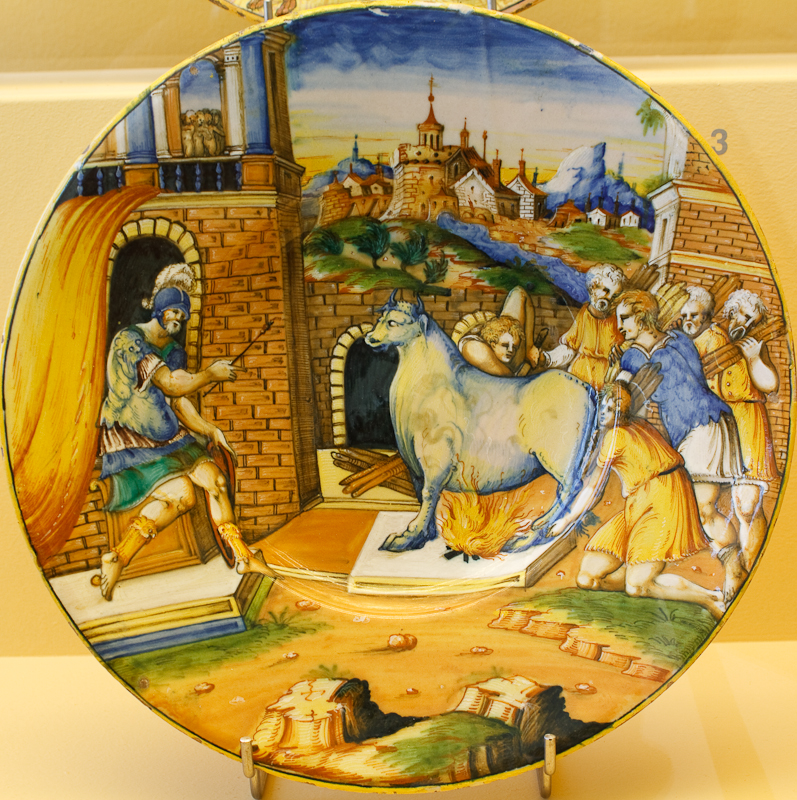
Mayólica estilo istoriato, elaborado sobre 1550-1570, se encuentra en el Museo Boymans Van Beuningen

- «Pisana» o técnica del azulejo plano polícromo, es la técnica decorativa desarrollada por Francisco Niculoso Pisano en el siglo XV. Consiste en pintar los azulejos esmaltados con blanco y decorados con motivos polícromos. Por extensión, se denominaban «pisanos», a los azulejos empleados en el desarrollo de esta técnica.[17]

## Elaboración
Para la elaboración de la mayólica, se realizaba primero la cocción en biscuit y después se aplicaba el barniz opaco blanco, cuya fórmula era, entre otras, con una mezcla de cristal de potasa, óxido de estaño, óxido de plomo y con pequeñas cantidades de cloruro sódico. Con una mayor cantidad de óxido de estaño se conseguía una mayor blancura y opacidad. La decoración en la época de los reinos de taifas en la península ibérica en todos ellos se dio a la cuerda seca o en un vidriado simple y policromo con elementos epigrafistas y vegetales y es con la entrada de los almorávides y cambio social y político que va sucediendo, cuando la decoración se transforma y se alterna el color vidriado con los trazos negros realizados con manganeso y así como el comienzo del esgrafiado hacia el año 1180. La descomposición del imperio almohade y el final del poder islámico en la península, produjo como último rescoldo árabe la creación del reino nazarí en Granada. En este asentamiento es donde se produjo la cerámica de reflejos metálicos o loza dorada, —cuyo producto señero fueron los magníficos ejemplares de «jarrones de la Alhambra», como el llamado Vaso de Fortuny— y cuya decoración y técnica fue trasmitida a los alfareros autóctonos con el resultado de la cerámica hispano-morisca. La cerámica valenciana de este tipo cuya técnica llegó desde Málaga es la que más se exportó al extranjero a principios del siglo XIV, el reflejo precisaba de tres cocciones, el bizcochado, el que se hacía con el barniz estannífero y una tercera a menor temperatura unos 600 °C y en atmósfera reductora —carente de oxígeno— para conseguir el reflejo.
Las pruebas sobre este tipo de decoración se realizaron en Europa a partir del siglo XII, pero fue en el siglo XIV cuando la mayólica tuvo una gran producción en Faenza y más tarde en Delft (siglo XVII), con una elaboración a gran escala. El artista italiano del quattrocento Lucca de la Robbia, aplicó en su esculturas una base de barniz de estaño con una cubierta de barniz brillante, con este sistema los colores a emplear se disminuyen, ya que existe una resistencia durante la cocción. La gama empleada por Della Robbia era casi exclusivamente el verde y el azul sobre el blanco, con el tiempo y por diversos experimentos fue adoptando otros colores.
La mayólica producida en Francia, conocida como «faïence», o fayenza, estaba realizada con decoraciones geométricas en color verde cobre y morado manganeso. La fabricación regular parece que empezó en el siglo XVI con la llegada de alfareros italianos en Nimes y en Ruan, que impusieron su influencia en las formas y decoración de las piezas elaboradas, en ambas zonas se realizaron grandes platos para decoración con orlas muy decoradas y vasos de formas muy elaboradas. En esa misma época una manufactura de Nevers realizó piezas con una decoración pintada de pájaros y flores en azul sobre blanco o un amarillo pálido.

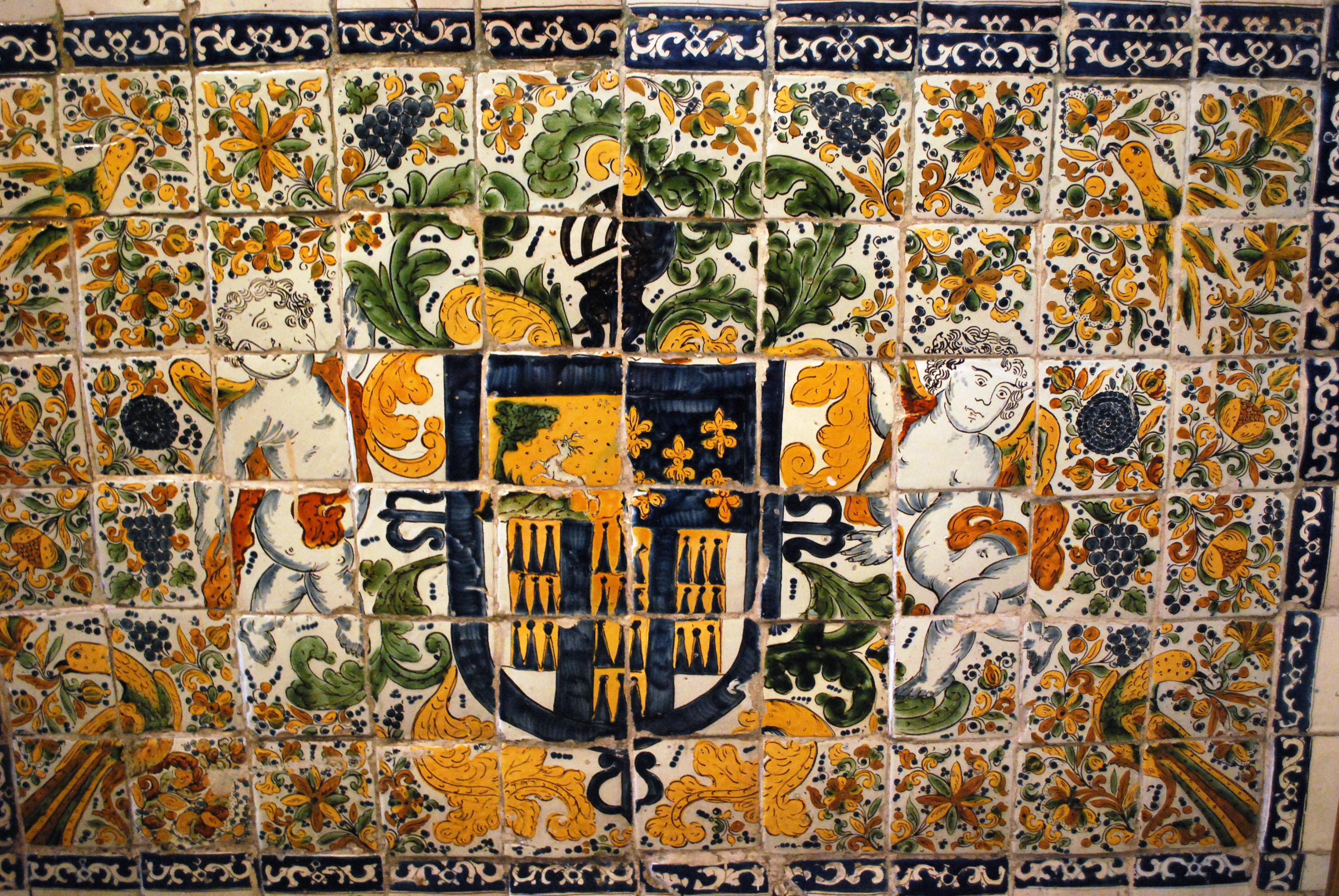
Panel de azulejos en el centro histórico de Ciudad de México.

La industria de la mayólica en Alemania, realizó azulejos en el siglo XVI y una loza imitando los dibujos italianos, aunque las formas eran las locales. En el siglo XVII con la llegada de alfareros neerlandeses el estilo que predominó fue el de motivos florales con pajarillos exóticos en jarros de cuellos largo y asas con cordones retorcidos. En Fráncfort del Meno la decoración de platos y bandejas fue pintada en azul, los dibujos fueron los típicos de influencia china con paisajes de rocas, arbustos, mariposas e insectos.

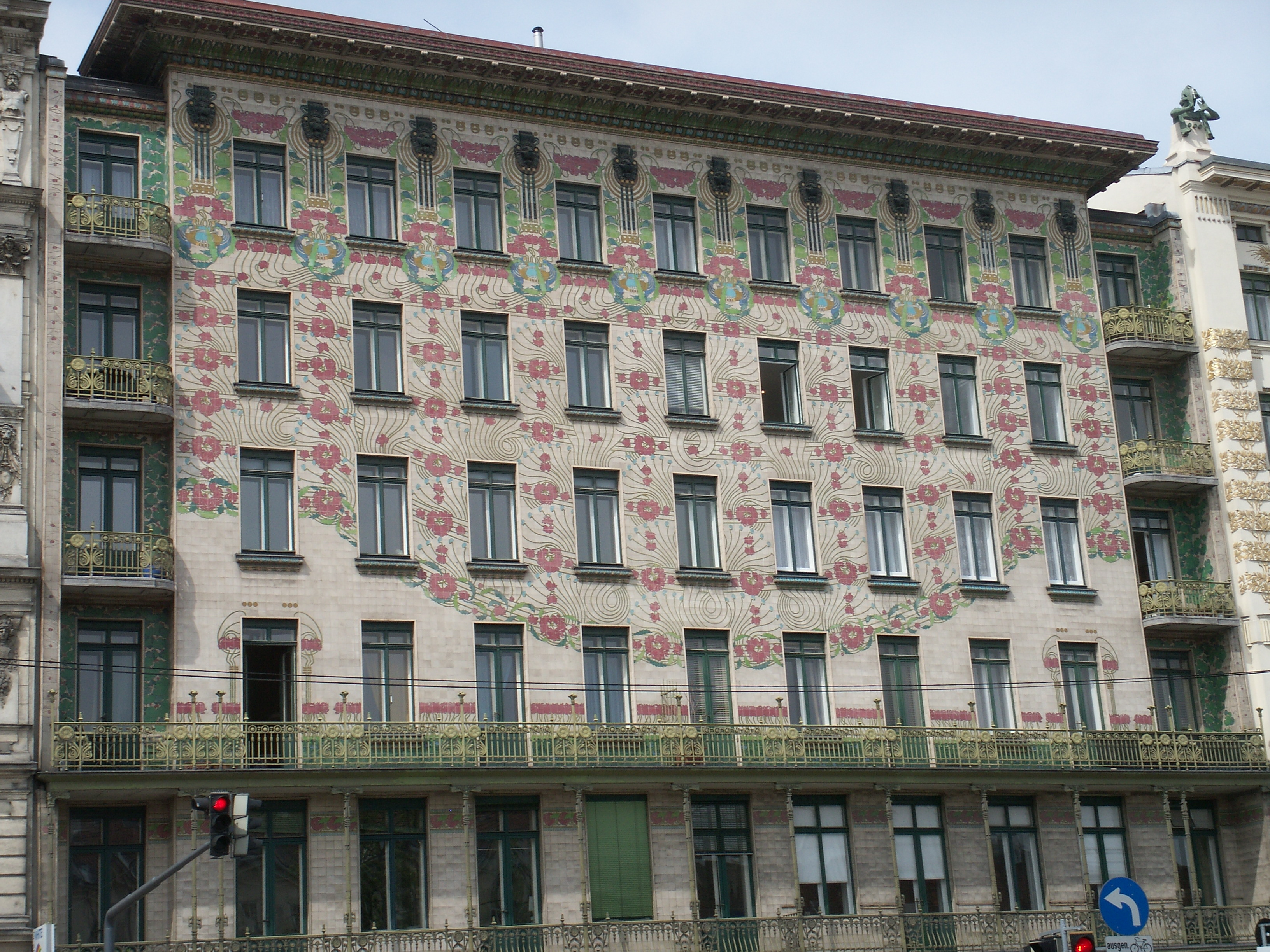
Fachada de la Casa de Mayólica (1898-1899) de Otto Wagner. Viena.

Una rama importante de la mayólica se desarrolló en América, como influencia directa de los hispano moriscos que después de la expulsión se ubicaron en estas tierras, su influencia se ve desde la cerámica verde manganeso a la loza de talavera de Puebla en México. Su distintivo es su acabado vítreo en color blanco marfileño como base de la decoración, su tradición alfarera se remonta al siglo XVI. Los colores empleados en su decoración son el azul, el amarillo, el negro, el verde, el naranja y el malva (violeta pálido). La producción de talavera en Puebla alcanzó una gran productividad gracias a la disponibilidad de su barro y a la gran demanda de azulejos para revestir las iglesias y conventos. En términos formales, la tradición surgida en Puebla se acuñó con el nombre de «talavera poblana», diferenciándola así de la cerámica de Talavera efectuada en la ciudad española de Talavera de la Reina. Es una mezcla de técnicas de cerámicas chinas, italianas, españolas e indígenas.
Una de las obras más importantes del arquitecto y profesor vienés Otto Wagner, que participó en el movimiento de la Secesión, fue la construcción, entre 1898 y 1899, de la "Casa de Mayólica", en la calle Linke Wienzeile, 40 de la ciudad de Viena. Allí, utiliza azulejos de mayólica con decorativas flores rosas para su fachada.
Las principales fábricas de mayólica se encontraban en Bolonia, Cafaggiolo, Casteldurante, Castelli, Deruta, Faenza, Florencia, Gubbio, Montelupo, Padua, Pavía, Pesaro, Pisa, Urbino y Venecia.